# 레술토모나스 모에스트룹피
레술토모나스 모에스트룹피(Resultomonas moestrupii)는 페디노모나스강 마르수피오모나스목에 속하는 조류의 일종이다. 레술토모나스과(Resultomonadaceae)와 레술토모나스속(Resultomonas)의 유일종이다. 모식 산지는 오스트레일리아 빅토리아주 윌슨곶 코너 인렛이다.